# Yefrem Eshba
Yefrem Alekséyevich Eshba (en ruso: Ефрем Алексеевич Эшба; Agubedia, 19 de marzo de 1893-Kommunarka, 16 de abril de 1939) fue un político abjasio y soviético que fue líder bolchevique en Abjasia en la década de 1920, que fue víctima de la Gran Purga.

## Biografía
Eshba nació en el pueblo de Agubedia, parte del actual distrito de Sujumi en el seno de una familia noble local. En los años 1913-1916 estudió en la Universidad de Moscú, uniéndose al PCUS en 1914. Sin embargo, no completó sus estudios y prefirió dedicarse a la política. 
Entre 1917 y 1918 trabajó como presidente del comité del PCUS en el distrito de Sujumi
En 1918-1922,Yefrem Eshba desempeñó como vicepresidente del Buró Central de las Organizaciones Comunistas de los Pueblos del Este bajo el Comité Central del PCUS. Además, actuó como tercer secretario del Comité Central del Partido Comunista de la RSS de Georgia.
Por sus actividades antigeorgianas (él siempre fue partidario de la separación de Abjasia del resto de Georgia) y antimencheviques, y especialmente por organizar la resistencia guerrillera, fue encarcelado por la policía de la República Democrática de Georgia en 1919 y destituido de su cargo, pero fue liberado un año después por el tratado de Moscú de 1920. Sin embargo, no se quedó en Abjasia ni en Georgia y se fue al Cáucaso ruso a la ciudad de Labinsk, donde en agosto de 1920 asumió como secretario del comité local del Partido Comunista y esperó una oportunidad.
Llegó en febrero de 1921, cuando el Ejército Rojo ocupó Georgia. Por lo tanto, regresó a Sujumi y luego presidente del Comité Militar Revolucionario y presidente de la RASS de Abjasia. Desde 1924 se encargó más del trabajo en el ámbito soviético, actuando como delegado al XI Congreso del PCUS.
De enero de 1926 a agosto de 1927 fue nombrado secretario ejecutivo del Buró Organizativo del Comité Central del PCUS en el Óblast autónomo Checheno, luego Secretario Ejecutivo del Comité Regional del PCUS en Chechenia.
Desde 1923 apoyó a la Oposición de Izquierda en el PCUS, siendo expulsado del partido en 1927 por su participación en la oposición trotskista (en 1928 admitió la falacia de sus posiciones y fue reincorporado al partido). Hasta 1936 Efrem Eshba vivió en Moscú, trabajando como jefe del departamento de planificación de la planta de máquinas calculadoras que lleva su nombre.
Fue detenido el 11 de abril de 1936, acusado de espionaje y creación de organizaciones terroristas contrarrevolucionarias dentro de la Gran Purga. El 15 de abril de 1939 fue condenado por el Colegio Militar de la Corte Suprema de la Unión Soviética a la pena capital. Fue fusilado el 16 de abril de 1939 y las cenizas fueron enterradas en el campo de tiro de Kommunarka. Años después de su muerte(1956), con Jrushchov en el poder en la URSS, Yefrem Eshba fue rehabilitado.